# Réserve spéciale de Maputo
La réserve spéciale de Maputo (anciennement connue sous le nom de réserve d'éléphants de Maputo) est une réserve naturelle au Mozambique. La réserve est située dans la baie de Maputo  anciennement baie de Delagoa, Baía da Lagoa ou Baía do Espírito Santo est un grau de l'océan Indien sur la côte du Mozambique, à environ 100 km au sud-est de la ville de Maputo. La réserve s'étend sur 774 000 hectares (191 000 acres) et son statut date de 1932. Depuis le décret de 26 juin 1973, elle est rattachée au parc transfrontalier du Grand Limpopo. En cours de constitution, il reliera les montagnes du Drakensberg à l'ouest jusqu'à l'estuaire de la rivière Save à l'est et dont la superficie totale protégée dépassera 95 624 km2. La réserve est intégrée dans la zone de conservation transfrontalière de Lubombo, qui comprend des parcs nationaux d'Afrique du Sud, du Mozambique et du Swaziland. Actuellement, il fait partie de la zone de conservation transfrontalière Usuthu-Tembe-Futi.

## Histoire
Durant la guerre du Bush de Rhodésie du Sud en Rhodésie, et durant la guerre civile du Mozambique au Mozambique  l'économie liée au tourisme du pays fut très affectée, notamment en ce qui concerne les parcs et les réserves d'animaux qui furent laissés à l'abandon. 
Ce fut également le cas pour le parc national Gonarezhou créé en 1975.
1992 mit fin à la guerre civile et depuis l'accord de paix, le Mozambique, naguère un des pays les plus pauvres du monde, a retrouvé une stabilité économique et politique. C'est un pays prometteur pour les investissements étrangers.
Le parc national de Maputo est inscrit sur la liste du patrimoine mondial en 2025 par l'UNESCO, en tant qu'extension du bien « Parc de la zone humide d’iSimangaliso » d'Afrique du Sud, pour former le bien « Parc de la zone humide d’iSimangaliso – Parc national de Maputo ».

## Faune
Créée en 1932, la réserve de Maputo compte 452 éléphants. Grâce au programme gouvernemental de translocation, elle abrite de nombreuses espèces d'oiseaux comme le martin-pêcheur, et l'aigle pêcheur. Elle est attractive, par ailleurs pour ses crocodiles, ses sassabis, ses antilopes, ses zèbres de Selous, et ses gnous. L'impala, le phacochère, le gnou bleu, la girafe et le kudzu y ont été réintroduits.

## Personnalité
- Armando Guenha, officier chargé de la communication avec les communautés, pour le compte de la réserve spéciale de Maputo [5]